# Paweł Chmielewski (duchowny)
Jan Paweł Chmielewski (ur. 2 stycznia 1889 w Szafałdzie, zm. 22 stycznia 1945 w Klebarku Wielkim) – polski duchowny rzymskokatolicki, działacz warmiński. Sługa Boży Kościoła katolickiego.

## Życiorys
Urodził się w polskiej rodzinie wiejskiego nauczyciela Jana Chmielewskiego i Józefy z domu Kuhnigk. Kształcił się w gimnazjum w Braniewie, gdzie w 1910 roku uzyskał maturę. Następnie rozpoczął studia w Seminarium Duchownym w Braniewie. Święcenia kapłańskie przyjął 28 lutego 1915 roku, po czym objął probostwo w Klebarku Wielkim. Już w młodości złożył ślub ubóstwa i do śmierci go przestrzegał. 
Angażował się w życie parafian, zwłaszcza tych najbiedniejszych i potrzebujących. Pomagał w zdobyciu mieszkania, najbiedniejszym dzieciom kupował buty i ubrania do Pierwszej Komunii, wspierał osoby starsze i opuszczone. Oprócz obowiązków duszpasterskich aktywnie angażował się w łagodzeniu stosunków społecznych i narodowych między ludnością polskojęzyczną i niemieckojęzyczną.
22 stycznia 1945 roku żołnierze Armii Czerwonej biorący udział w operacji wschodniopruskiej wtargnęli na plebanię w Klebarku. Ksiądz Chmielewski był długo torturowany, przebijany bagnetami, w końcu wyrzucono go jeszcze żywego przez okno na schody i zastrzelono. Po kilku dniach od śmierci najbiedniejsi mieszkańcy Klebarka Wielkiego pochowali go obok figury Matki Boskiej, która stoi naprzeciw domu parafialnego.
15 września 2007 roku metropolita warmiński arcybiskup Wojciech Ziemba otworzył proces beatyfikacyjny dotyczący męczenników II wojny światowej – ofiar nazizmu i komunizmu. Wśród 28 księży warmińskich, jednej siostry zakonnej oraz 5 osób świeckich, znalazł się ks. Paweł Chmielewski. 5 listopada 2011 zakończył się diecezjalny etap procesu beatyfikacyjnego. 